# Horm
Horm ist ein Ortsteil der Gemeinde Hürtgenwald im Kreis Düren, Nordrhein-Westfalen.

## Lage
Der Ort liegt im Nationalpark Eifel in der Rureifel und im Naturpark Nordeifel direkt an den aufsteigenden Hängen zur Eifel. Nachbarorte sind Berzbuir, Straß, Gey und Langenbroich. Von Horm aus kann man weit in die Zülpicher Börde sehen.

## Geschichte
Am 1. Juli 1969 schlossen sich die ehemals selbstständigen vom Amtsverband Straß-Bergstein verwalteten Gemeinden Bergstein, Brandenberg, Gey, Großhau, Hürtgen, Kleinhau und Straß (mit Horm und Schafberg) freiwillig zur Gemeinde Hürtgenwald zusammen. Im Rahmen der kommunalen Neugliederung (Aachen-Gesetz) entstand die Gemeinde Hürtgenwald durch die Eingliederung von Vossenack am 1. Januar 1972 in ihrer jetzigen Größe.

## Gewerbe
In Horm befindet sich ein Gewerbegebiet der Gemeinde Hürtgenwald. In dem Gebiet befindet sich das Entsorgungs- und Logistikzentrum einer privaten Abfallfirma mit einem Kleinanlieferplatz für Privatmüll.

## Verkehr
Einzelne Fahrten der AVV-Linie 286 von Rurtalbus bedienen wochentags den Ort. Bis zum 31. Dezember 2019 wurde diese Linie vom BVR Busverkehr Rheinland betrieben.
| Linie | Verlauf |
| ----- | --- |
| 286   | Düren Bf/ZOB – StadtCenter – Kaiserplatz – Rölsdorf – Birgel – Gey – (Horm / Straß –) Großhau – Kleinhau – (Brandenberg – Bergstein –) Hürtgen – Vossenack (– Schmidt) |

## Sonstiges
- Direkt am Ortsrand liegt der ehemalige Tagebau Maubacher Bleiberg, der später als zentrale Mülldeponie verfüllt wurde.